# TWO-F
『TWO-F』（トゥー・エフ）は、2005年公開の田川幹太監督のオリジナルビデオである。

## 概要
平凡なOL生活を送っていた今日子（桜庭あつこ）は、白昼、謎の女・リエ（時任歩）に拉致される。監禁された今日子はリエの一方的で異常な愛情と暴力を浴びせ続けられ、尊厳を踏みにじられる。
偶然、訪れた刑事（古賀栄治）やリエの奴隷と化している青年（和田進太郎）が入り乱れ、衝撃のラストへ突き進む。

## キャスト
- 桜庭あつこ
- 時任歩
- 和田進太郎
- 岸田聖
- 古賀栄治